# Babura László
Babura László (Taksony, 1874. július 19. – Esztergom, 1930. április 17.) római katolikus pap, kanonok, egyháztörténész.

## Élete
1897-ben szentelték pappá. 1899-ben teológiai doktorátust szerzett. Esztergomban működött teológiai tanárként, majd Budapesten lelkiigazgatóként. Később visszatért Esztergomba. Tagja volt a Szent István Akadémianak.

## Művei
- Az örökkévalóság az időben. Krisztus életének kronológiája. Budapest, 1899 (különnyomat a Hittudományi Folyóiratból)
- Papi rezerváció. Esztergom, 1901
- Babylon és a Biblia. Esztergom, 1903
- Tanulmány a böjtről. Budapest, 1903 (különnyomat a Hittudományi Folyóiratból)
- Az alkoholizmus és a papság. Temesvár, 1903
- Emléksorok Boltizár püspöki gyémántmiséjére. Esztergom, 1904
- A hittudori jogok és kiváltságok. Budapest, 1906 (különnyomat a Hittudományi Folyóiratból)
- Sötét lapok-fényes lapok. Képek a francia forradalomból. Esztergom, 1907
- Egyházi beszéd Szent Adalbert ünnepére. Esztergom, 1907
- Introductio historico-critica in SS Novi Testamenti libros. Esztergom, 1910
- A Logos-tan és Szent János evangéliuma. Budapest, 1912
- Miért gyónjunk? Budapest, 1915
- Egyházi beszéd Szent István ünnepére. Budapest, 1922
- Útmutató jámbor lelkek számára. Írta Carlo Giuseppe Quadrupani. Ford. Budapest, 1922 (Szent István Könyvek 11.)
- Szent Ágoston élete. Budapest, 1924 (Szent István Könyvek 16; Szentek országa 1.)
- Szent Ambrus élete. Budapest, 1925 (Szent István Könyvek 26; Szentek országa 9.)
- Szent Jeromos élete. Budapest, 1925 (Szent István Könyvek 35; Szentek országa 14.)
- Nagy Szent Gergely élete. Budapest, 1927 (Szent István Könyvek 42.)
- Nagy Szent Atanáz élete. Budapest, 1928 (Szentek országa 18.)
- Szent József elmélkedések az ő litániája alapján. Esztergom, 1930 (Szent József lelki könyvtár 1.)